# 60 dagar i fängelse
60 dagar i fängelse (engelska: 60 Days In) är en amerikansk Reality-TV-serie på A&E Network.

## Programmet
I serien skickar sheriffer in sju personer som låtsas vara fångar till ett fängelse under 60 dagar för att lära sig livet i fängelse. Deras mål är att infiltrera fängelset. Första säsongen utspelar sig på Clark County Jail i Jeffersonville, Indiana.  Nästan ingen på fängelset vet om att de är inlåsta på låtsas. De två första säsongerna blev färdiginspelade innan första säsongen börjat visas, då båda ägde rum på samma fängelse.
Säsongerna 3 och 4 spelades in på Fulton County Jail i Atlanta, Georgia.